# Scott Burns
Scott Burns američki je glazbeni producent i računalni inženjer. Najpoznatiji je kao producent albuma death metal žanra krajem 1980-ih i 1990-ih godina. 
Producirao je albume glazbenih sastava Death, Obituary, Deicide, Cannibal Corpse, Sepultura, Gorguts i Suffocation. Započeo je s karijerom 1987. u studiju Morrisound Recordings u Tampi na Floridi sve do kraju 1990-ih kad se povukao iz glazbenog biznisa. Posljednji album koji je producirao je Frozen in Time glazbenog sastava Obituary. Danas radi kao računalni inženjer.

## Producirani albumi
1988.
Death – Leprosy

1989.
Amon – Sacrifical
The Guff – The Art of Deception
Obituary – Slowly We Rot
Atheist – Piece of Time
Sepultura – Beneath the Remains
Terrorizer – World Downfall
Awake! – Beliefs
1990.
Obituary – Cause of Death
Deicide – Deicide
Death – Spiritual Healing
Cancer – To the Gory End
Cannibal Corpse – Eaten Back to Life
Exhorder – Slaughter in the Vatician
Atrocity – Hallucinations
Demolition Hammer – Tortured Existence
Napalm Death – Harmony Corruption
Napalm Death – Suffer the Children
Cynic – Demo 1990
Assück – Necrosalvation
Master – Master
1991.
Death – Human
Cannibal Corpse – Butchered at Birth
Sepultura – Arise
Atheist – Unquestionable Pressence
Cancer – Death Shall Rise
Gorguts – Considered Dead
Massacre – From Beyond
Suffocation – Effigy of the Forgotten
Cynic – Demo 1991
Malevolent Creation – The Ten Commandments
1992.
Obituary – The End Complete
Deicide – Legion
Cannibal Corpse – Tomb of the Mutilated
Sepultura – Third World Posse
Malevolent Creation – Retribution
1993.
Death – Individual Thought Patterns
Cannibal Corpse – Hammer Smashed Face
Cynic – Focus
Gorguts – The Erosion of Sanity
1994.
Obituary – Don't Care
Obituary – World Demise
Cannibal Corpse – The Bleeding
KMFDM – Glory
Psychotic Waltz – Mosquito
Skeletal Earth – Dē.ēv'ō.lū'shŭn
1995.
Deicide – Once upon the Cross
Six Feet Under – Haunted
Suffocation – Pierced from Within
Jason Rawhead – Dehumanized
Internal Bleeding – Voracious Contempt
1996.
Cannibal Corpse – Vile
Sean Malone – Cortlandt
Transmetal – México bárbaro
Transmetal – El llamado de la hembra
Psychotic Waltz – Bleeding
Monstrosity – Millennium
1997.
Deicide – Serpents of the Light
Malevolent Creation – In Cold Blood
Sadus – Elements of Anger
Assück – Misery Index
1998.
Suffocation – Despise the Sun
KMFDM – Agogo
2003.
Gordian Knot – Emergent
2005.
Obituary – Frozen in Time